# Murovac
Murovac (cyr. Муровац) – wieś w Czarnogórze, w gminie Petnjica. W 2011 roku liczyła 38 mieszkańców.